# Lightning Strikes (Steve Aoki, Nervo e Tony Junior)
Lightning Strikes è un singolo del DJ statunitense Steve Aoki e del gruppo musicale australiano Nervo, pubblicato il 4 maggio 2015 come terzo estratto dal terzo album in studio di Aoki Neon Future II.

## Video musicale
Il videoclip, diretto da Mike Harris e girato in bianco e nero, è stato pubblicato il 20 novembre 2015 attraverso il canale YouTube della Ultra Music.

## Tracce
Download digitale
1. Lightning Strikes – 3:58

Download digitale – remix
1. Lightning Strikes (Bad Royale Remix) – 3:41
2. Lightning Strikes (Max Styler Remix) – 4:08
3. Lightning Strikes (Lambo Remix) – 4:07
4. Lightning Strikes (TIGHTTRAXX) – 4:07